# Nadia Zétouani
Nadia Zétouani (* 3. Januar 1970) ist eine ehemalige marokkanische Leichtathletin, die im Sprint und Hürdenlauf an den Start ging und sich auf die 400-Meter-Distanz spezialisiert hat.

## Sportliche Laufbahn
Erste internationale Erfahrungen sammelte Nadia Zétouani vermutlich im Jahr 1990, als sie bei den Maghreb-Meisterschaften in Algier in 60,0 s die Bronzemedaille im 400-Meter-Hürdenlauf hinter ihrer Landsfrau Nezha Bidouane und Hend Kebaoui aus Tunesien gewann. Im Jahr darauf belegte sie bei den Mittelmeerspielen in Athen in 46,05 s den vierten Platz mit der marokkanischen 4-mal-400-Meter-Staffel und gelangte auch mit der 4-mal-400-Meter-Staffel mit 3:39,46 min auf Rang vier. Zudem sicherte sie sich in 57,57 s die Bronzemedaille über 400 m Hürden hinter ihrer Landsfrau Bidouane und Irmgard Trojer aus Italien. 1992 gewann sie bei den Afrikameisterschaften in Belle Vue Maurel in 57,31 s die Silbermedaille hinter der Südafrikanerin Myrtle Bothma und anschließend gewann sie bei den Panarabischen Spielen in Damaskus in 55,49 s die Bronzemedaille im 400-Meter-Lauf hinter ihrer Landsfrau Bidouane und Karima Miskin Saad aus Ägypten. Zudem gewann sie über 400 m Hürden in 57,7 s die Silbermedaille hinter Bidouane und siegte in 3:45,47 min in der 4-mal-400-Meter-Staffel. Im Jahr darauf gewann sie bei den Mittelmeerspielen in Narbonne in 57,04 s die Silbermedaille über 400 m Hürden hinter Bidouane und 1994 belegte sie bei den Spielen der Frankophonie in Bondoufle in 56,85 s den fünften Platz im Hürdenlauf und gewann in 3:47,98 min die Bronzemedaille in der 4-mal-400-Meter-Staffel hinter den Teams aus Kanada und der Elfenbeinküste. 1995 gewann sie bei den Arabischen Meisterschaften in Kairo in 54,90 s die Silbermedaille über 400 Meter hinter der Tunesierin Hend Kebaoui und über 400 m Hürden sicherte sie sich in 57,91 s die Bronzemedaille hinter ihrer Landsfrau Bidouane und Kebaoui aus Tunesien. 1997 belegte sie bei den Mittelmeerspielen in Bari in 3:43,01 min den fünften Platz im Staffelbewerb und anschließend siegte sie bei den Panarabischen Spielen in Beirut in 54,98 s über 400 Meter sowie in 58,58 s auch über 400 m Hürden.
In den Jahren 1991, 1993 und 1995 wurde Zétouani marokkanische Meisterin im 400-Meter-Lauf sowie 1994, 1997 und 1998 über 400 m Hürden.

## Persönliche Bestleistungen
- 400 Meter: 54,98 s, 16. Juli 1997 in Beirut
- 400 m Hürden: 57,31 s, Juni 1992 in Belle Vue Maurel